# Australische Badmintonmeisterschaft 2010
Die Australische Badmintonmeisterschaft 2010 fand vom 5. bis zum 7. August 2010 in Lockleys statt. 

## Sieger und Platzierte
| Disziplin    | Gold                            | Silber                        | Bronze                         |
| ------------ | ------------------------------- | ----------------------------- | ------------------------------ |
| Herreneinzel | Nicholas Kidd                   | Chad Whitehead                | Saliya Gunaratne               |
| Herreneinzel | Nicholas Kidd                   | Chad Whitehead                | Wesley Caulkett                |
| Dameneinzel  | Leisha Cooper                   | Leanne Choo                   | Rainbow Ngai                   |
| Dameneinzel  | Leisha Cooper                   | Leanne Choo                   | Talia Saunders                 |
| Herrendoppel | Saliya Gunaratne Chad Whitehead | Nathan David Nelson Oon       | Luke Chong Elliott Clutterbuck |
| Herrendoppel | Saliya Gunaratne Chad Whitehead | Nathan David Nelson Oon       | Matthew Gillie Brent Munday    |
| Damendoppel  | Leanne Choo Kate Wilson-Smith   | Leisha Cooper Ann-Louise Slee | Fei Fei He Elaine Wong         |
| Damendoppel  | Leanne Choo Kate Wilson-Smith   | Leisha Cooper Ann-Louise Slee | Rainbow Ngai Aimi Sakamoto     |
| Mixed        | Andrew Surman Kate Wilson-Smith | Nelson Oon Ann-Louise Slee    | Nicholas Kidd Elaine Wong      |
| Mixed        | Andrew Surman Kate Wilson-Smith | Nelson Oon Ann-Louise Slee    | Raymond Tam Eva Ratanasena     |